# Saeros
En el Universo Imaginario de Tolkien y en las novelas El Silmarillion y Los hijos de Húrin, Saeros es un Elfo Nandorin y uno de los principales Consejeros del Rey Thingol, de Doriath, en la Primera Edad del Sol.
Cuando Túrin llegó, proveniente de Dor Lómin a Menegroth Saeros desconfió del Edain y muy pronto le guardó rencor, puesto que Thingol, prácticamente, lo había recibido como un hijo adoptivo; colocándolo entre sus consejeros y principales jefes. 
En uno de los viajes que Túrin hizo a Menegroth, desde la frontera septentrional de la Cintura de Melian, Saeros lo insultó diciéndole: "(...)Si los Hombres de Hithlum son tan salvajes y feroces ¿de qué clase son allí las mujeres? ¿Corren como los ciervos en cueros?..." (Quenta Silmarillion. Cap 21), por ello recibió la cólera de Túrin, que le arrojó un vaso, causándole una gran herida. 
El encolerizado Saeros, lo enfrentó al día siguiente, cuando Túrin partía de nuevo a la guerra en el norte; esta vez a mano armada y no con palabras. Pero el enfrentamiento le fue desfavorable puesto que el hijo de Húrin lo venció fácilmente, dejándolo desnudo en la floresta; para luego perseguirlo; profiriendo, sin pensarlo amenazas de muerte. En la persecución Saeros intentó saltar un desfiladero sobre uno de los arroyos que eran afluentes del Esgalduin y cayó por el precipicio al arroyo, encontrando la muerte al quebrarse su cuerpo, al dar contra una roca. Esto significó el exilio de Túrin. Corría el año 482 P. E.
- Datos: Q9072580